# ХК Сибир
Хокејашки клуб „Сибир“ (рус. Сибирь Новосибирск) је професионални клуб у хокеју на леду из руског града Новосибирска. Клуб је настао 1962. године стапањем два мања хокејашка клуба из Новосибирска (ДСО Динамо и Химик НС). Од 2008. године такмичи се у КХЛ лиги, и то у Дивизији Чернишов Источне конференције.
Домаће утакмице клуб игра у Леденој спортској дворани Сибир, капацитета 10.000 места.

## Историјат клуба
Хокеј на леду је почео да се развија у Новосибирску 1947. године захваљујући Ивану Ивановичу Циби који је те године у град донео прву палицу и пак, а исте године је основан и први клуб хокеја на леду ДСО Динамо. Већ наредне године клуб је почео да се такмичи у првенству тадашње Русије, а од 1949. и другој лиги СССР-а. Динамо је 1954. изборио пласман у елитни ранг Совјетског хокеја. Године 1962. ДСО Динамо се фузионисао са ривалским клубом из Новосибирска Химиком, а нови клуб је назван ХК Сибир Новосибирск.
ХК Сибир је од оснивања био редован учесник тадашње Совјетске хокејашке лиге, а највећи успеси остварени су у сезонама 1969/70. и 1970/71 када је такмичење завршавао на 9. месту на табели. Након 1992. године клуб је играо у шампионатима Русије без неких значајнијих резултата, а чак је од 1994. до 1998. играо у другој лиги Русије. Од 2008. године наступа у КХЛ лиги.
Године 2002. клуб је освојио титулу у ВХЛ лиги (други ранг такмичења). Највећи успех у новијој историји клуб је остварио у елитној лиги Руског хокеја у сезони 2006/07 када је у регуларном делу сезоне завршио на 5. месту, а испали су у четвртфиналу доигравања од екипе Магнитогорског Металурга са 3:1 у серији.

## Састав тима
Састав тима у сезони 2011/12. закључно са 10. септембром 2011.
| Голмани |              |                         |                     |
| Број    | Националност | Име                     | Годиште             |
| 30      | Аустрија     | Бернд Брјуклер          | 26. септембар 1981. |
| 35      | Русија       | Јуриј Кључников         | 17. септембар 1983. |
| Одбрана |              |                         |                     |
| Број    | Националност | Име                     | Годиште             |
| 27      | Русија       | Вјачеслав Белов         | 17. април 1983.     |
| 22      | Русија       | Никита Зајцев           | 29. октобар 1991.   |
| 16      | Русија       | Артјом Каравајев        | 28. фебруар 1992.   |
| 45      | Русија       | Александар Кутузов      | 23. новембар 1985.  |
| 34      | Русија       | Артјом Носов            | 4. април 1985.      |
| 21      | Шведска      | Давид Петрашек          | 1. фебруар 1976.    |
| 3       | Русија       | Валериј Покровскиј      | 17. мај 1978.       |
| 81      | Летонија     | Георгијс Пујац          | 11. јун 1981.       |
| 5       | Русија       | Кирил Сафронов          | 26. фебруар 1981.   |
| Напад   |              |                         |                     |
| Број    | Националност | Име                     | Годиште             |
| 47      | Русија       | Константин Богдановскиј | 9. мај 1983.        |
| 88      | Русија       | Артјом Ворошило         | 13. август 1988.    |
| 28      | Русија       | Виктор Другов           | 12. мај 1986.       |
| 11      | Русија       | Валериј Књазев          | 11. јун 1992.       |
| 50      | Русија       | Максим Кривоножкин      | 18. фебруар 1984.   |
| 17      | Русија       | Артјом Крјуков          | 5. март 1982.       |
| 12      | Финска       | Јури Лехтера            | 23. децембар 1987.  |
| 53      | Русија       | Антон Малишев           | 24. фебруар 1985.   |
| 31      | Русија       | Владимир Маркелов       | 31. август 1987.    |
| 18      | Русија       | Јуриј Петров            | 30. март 1984.      |
| 39      | Русија       | Стјепан Саников         | 25. септембар 1990. |
| 91      | Русија       | Владимир Тарасенко      | 13. децембар 1991.  |
| 37      | Русија       | Александар Черников     | 8. септембар 1984.  |
| 44      | Русија       | Тимофеј Шишканов        | 10. јун 1983.       |
| 6       | Финска       | Јонас Енлунд            | 3. новембар 1987.   |

## Играчи Сибира не великим турнирима
| Турнир                                   | Хокејаш                                          |
| ---------------------------------------- | ------------------------------------------------ |
| Олимпијске игре 2010.                    | Георгијс Пујац                                   |
| Светско првенство у хокеју на леду 2010. | Георгијс Пујац                                   |
| Светско првенство у хокеју на леду 2011. | Владимир Тарасенко Георгијс Пујац Давид Петрашек |

### Најбољи играчи Сибира по сезонама КХЛ
- 2008/09  Јевгениј Лапин 41 (22 + 19)
- 2009/10  Александар Бојков 37 (16 + 21)
- 2010/11  Игор Мирнов 43 (16 + 27) и  Виле Нијеминен 37 (13 + 24).